# Lê Quốc Quân
Lê Quốc Quân est un avocat vietnamien catholique, militant actif de la démocratie et de la défense des droits de l'homme au Vietnam. Ses prises de position quant aux libertés démocratiques et religieuses sont à l'origine de ses démêlés avec les autorités et de ses ennuis avec la police. 
Arrêté à Hanoï le 27 décembre 2012, officiellement pour évasion fiscale au titre de l'article 161 § 3 du Code Pénal vietnamien, il a été condamné, au décours d'un procès expéditif inique qui avait les caractéristiques d'une condamnation politique sans que sa famille puisse assister au procès, sans qu'il ait pu avoir d'avocat, le 2 octobre 2013 à 30 mois d'emprisonnement et à 1,2 milliard de dongs (49 000 €) d'amende. Le procès en appel avait confirmé la sentence malgré les manifestations hostiles à cette condamnation . 
Son cas fit l'objet de la plaidoirie de la jeune avocate Maitre Alexandra Dumitresco lors du concours de plaidoiries du Mémorial de Caen en 2014.   
Il a été libéré le 26 juin 2015 ayant effectué la totalité de sa peine.
Il propose d'amender la constitution de son pays afin d'instaurer le pluralisme politique pour que le parti communiste ne soit plus le seul parti autorisé.